# Boarmia acrotypa
Boarmia acrotypa là một loài bướm đêm trong họ Geometridae.